# Février 1808

## Événements

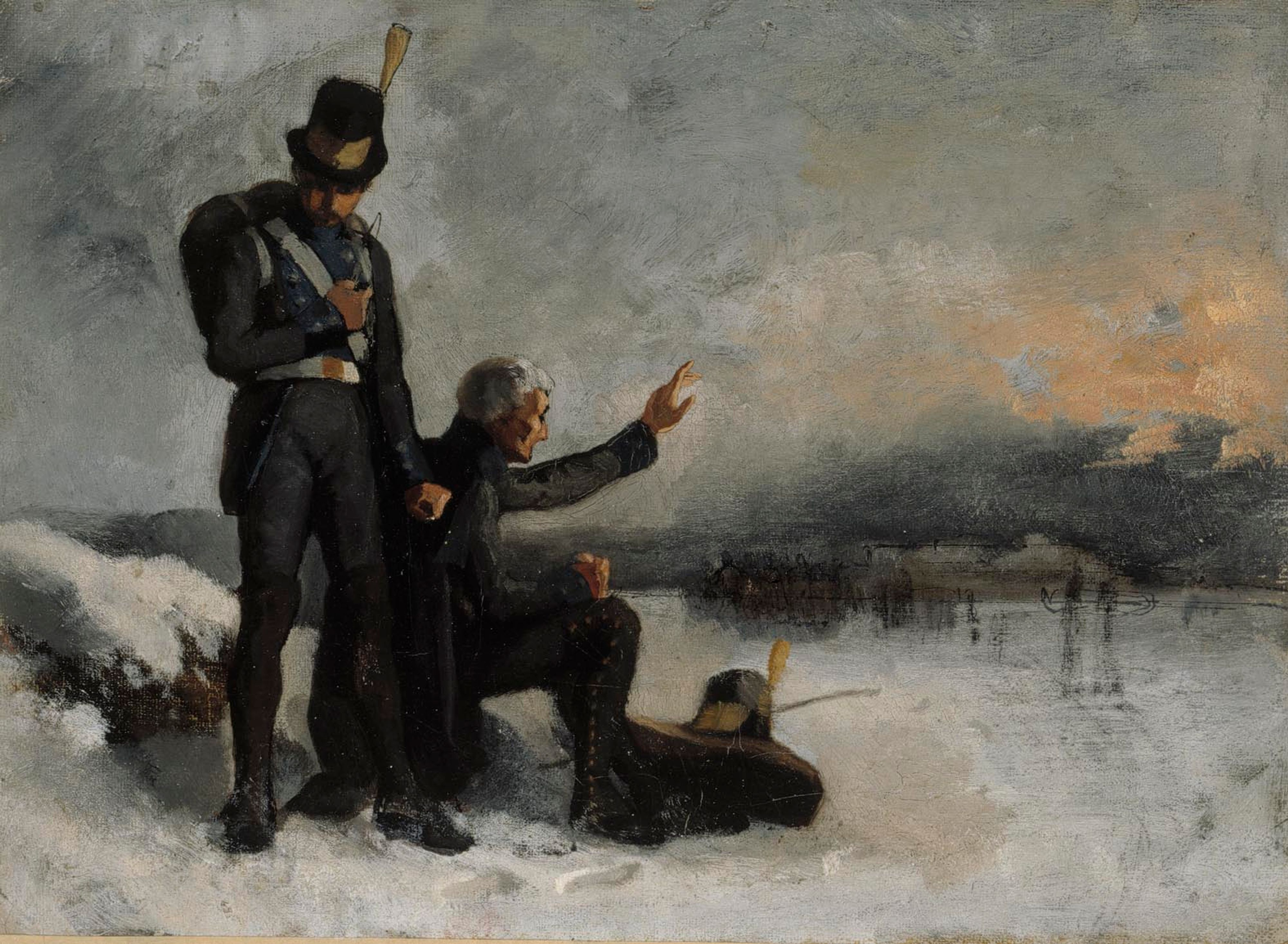
21 février : début de la Guerre de Finlande. Toile d’Albert Edelfelt, 1874.

- 2 février : l’armée française envahit les États pontificaux, Pie VII ayant refusé d’appliquer le Blocus continental[1].

- 11 février, États-Unis : du charbon anthracite est utilisé pour la première fois. Ce sera l'une des matières énergétique principale de la révolution industrielle américaine.

- 20 février : Murat devient lieutenant-général de l'Empereur en Espagne.

- 21 février : début de la guerre russo-suédoise. Le tsar envahit la Finlande[2]. Barclay de Tolly est le général en chef de l’armée russe en Finlande.

## Naissances
- 15 février :
  - Carl Friedrich Lessing, peintre allemand († 5 juin 1880).
  - Anton Menge, naturaliste allemand († 27 janvier 1880).
- 23 février : Piotr Kireïevski (mort en 1856), ethnographe et philologue russe.
- 26 février : Honoré Daumier, sculpteur, lithographe et peintre français († 10 février 1879).
- 29 février :
  - Hugh Falconer (mort en 1865), géologue et paléontologue.
  - Charles Pritchard (mort en 1893), astronome britannique.